# Goddammit I Love America
Goddammit I Love America är Mr Bungles tredje demo av totalt fyra. Demon gjordes 1988 och innehåller bl.a. låten "Egg" som senare dök upp på deras första självbetitlade album.
Demon mixades och spelades in av Jeff Landon 1988.

## Låtförteckning
1. Bloody Mary
2. Egg
3. Goosebumps
4. Waltz For Grandma's Sake
5. Carousel
6. Definition of Shapes
7. Incoherence

## Musiker
- Mike Patton - Sång
- Trey Spruance - Gitarr
- Hans Wagner - Trummor
- Theo Lengeyel - Saxofon